# یوشیاکی کاواجیری
یوشیاکی کاواجیری (انگلیسی: Yoshiaki Kawajiri؛ زادهٔ ۱۸ نوامبر ۱۹۵۰) کارگردان و نویسندهٔ انیمیشن اهل ژاپن است. از فیلم‌هایی که وی در آن نقش داشته‌است، می‌توان به دورورو (۱۹۶۰)، مومین جدید (۱۹۷۲)، طومار نینجا (۱۹۹۳)، خاطرات (۱۹۹۵)، انیماتریکس (۲۰۰۳)، شیطان هم می‌گرید (انیمه) (۲۰۰۷) و بتوووم! (۲۰۱۲) اشاره کرد.